# J.G. Ballard
J.G. Ballard, właśc. James Graham Ballard (ur. 15 listopada 1930 w Szanghaju, zm. 19 kwietnia 2009 w Londynie) – brytyjski powieściopisarz, nowelista i eseista. Do najlepiej znanych jego dzieł należy kontrowersyjna powieść Kraksa (Crash) oraz autobiograficzna Imperium słońca (Empire of the Sun); obie zostały zekranizowane.

## Życiorys

### Dzieciństwo i młodość
Ojciec Ballarda zatrudniony jako chemik w firmie tekstylnej w Manchester, awansował na stanowiska prezesa i dyrektora kierowniczego jej oddziału w Szanghaju. Ballard spędził więc wczesne dzieciństwo na tzw. „osiedlu międzynarodowym” w Szanghaju (Shanghai International Settlement), eksterytorialnym obszarze zdominowanym przez wpływy amerykańskie. Uczęszczał tam do szkoły katedralnej działającej przy anglikańskim kościele Świętej Trójcy. Po wybuchu II wojny chińsko-japońskiej w 1937 roku, rodzina Ballarda zmuszona została do czasowego opuszczenia swego podmiejskiego domu i przeniesienia się do centrum Szanghaju, aby schronić się przed bombardowaniami ze strony wojsk chińskich i japońskich.
Po ataku na Pearl Harbor, Japończycy rozpoczęli internowanie cudzoziemców z „międzynarodowej osady”. Latem 1942 internowano Ballarda wraz z rodzicami i młodszą siostrą w obozie Lunghua Civilian Assembly Center, gdzie spędził trzy lata, aż do końca II wojny światowej. Doświadczenia te posłużyły później za kanwę autobiograficznej powieści Imperium słońca, pisanej jednak ze sporą dozą licentia poetica (np. w powieści nie pojawiają się postacie rodziców bohatera).
Faktem, iż Ballard wystawiony był na okropności wojny w tak młodym wieku, kiedy formowała się jego wrażliwość, często tłumaczy się apokaliptyczny, pełen przemocy charakter znacznej części jego twórczości. Martin Amis napisał, że Imperium słońca „obrazuje to, co go [Ballarda] ukształtowało” Jednakże sam Ballard mówi o swych doświadczeniach w mniej kategoryczny sposób: „Nie sądzę, żeby ktoś mógł zaznać wojny i żeby nie zmieniła się przy tym na zawsze jego percepcja świata. Krzepiąca sceniczna dekoracja, jaką zapewnia nam codzienna podmiejska rzeczywistość zachodu, zostaje rozdarta, widać pokryte strzępami rusztowanie, potem dostrzegamy ukrytą prawdę, a to może być przerażającym doświadczeniem.” (Livingstone 1996) Ale też: „Mam – nie powiem, że szczęśliwe – nie nieprzyjemne wspomnienia z obozu. [...] Pamiętam mnóstwo powtarzających się przypadków pospolitej brutalności i pobić, ale jednocześnie my, dzieci, bawiliśmy się stale w setki zabaw!” (Pringle 1982)
W 1946 roku, po zakończeniu wojny, Ballard przybył do Anglii z matką i siostrą. Zamieszkali w West Country niedaleko Plymouth, a Ballard uczęszczał do Leys School w Cambridge. Po paru latach matka i siostra wróciły do Chin, dołączając do ojca, a Ballard mieszkał bądź u dziadków, bądź w internacie. W 1949 roku rozpoczął studia medyczne w King’s College w Cambridge z zamiarem zostania psychiatrą.
Na uniwersytecie Ballard pisywał awangardowe teksty mocno inspirowane psychoanalizą i malarstwem surrealistycznym. W tym czasie pragnął zostać pisarzem, ale i pogodzić to z pracą w charakterze lekarza. W maju 1951 roku, kiedy był studentem drugiego roku, jego opowiadanie pt. The Violent Noon wygrało konkurs i zostało opublikowane w studenckim czasopiśmie „Varsity”.
Zachęcony tą publikacją i zdawszy sobie sprawę, że medycyna kliniczna nie pozostawi mu czasu na pisanie, Ballard porzucił studia medyczne i w 1952 roku przeniósł się na Uniwersytet Londyński, aby tam studiować literaturę angielską. Jednak studiował tylko do końca roku, następnie rozpoczął pracę w agencji reklamowej w charakterze copywritera, a potem sprzedawał encyklopedie. Cały czas tworzył krótkie teksty literackie, ale nie udawało mu się ich opublikować.

### Kariera literacka
W 1953 roku Ballard wstąpił do RAF-u i wysłany został do lotniczej bazy szkoleniowej RCAF w Moose Jaw w prowincji Saskatchewan w Kanadzie. Tam odkrył literaturę fantastycznonaukową czytując amerykańskie czasopisma fantastyczne. Będąc w RAF-ie napisał swe pierwsze opowiadanie fantastycznonaukowe pt. Passport to Eternity (Paszport do wieczności), będące pastiszem i niejako podsumowaniem przeczytanej przezeń amerykańskiej fantastyki naukowej.
Ballard skończył służbę w RAF po dwóch latach, w 1954 roku, i powrócił do Anglii. W 1955 ożenił się z Helen Mary Matthews i osiedlił się w Chiswick. Pierwsze z trojga dzieci Ballarda urodziło się w 1956 roku, a w tym samym roku opublikowane zostało też jego pierwsze opowiadanie fantastycznonaukowe Prima Belladonna – wydrukowano je w grudniowym numerze magazynu „New Worlds”. Redaktor tego magazynu, Edward J. Carnell, miał później pozostać ważnym orędownikiem twórczości Ballarda i opublikować prawie wszystkie jego wczesne opowiadania.
Od 1957 roku Ballard pracował jako zastępca redaktora w czasopiśmie naukowym „Chemistry and Industry”. Zainteresowanie sztuką sprawiło, że zaangażował się w wyłaniający się wtedy ruch pop-art, a pod koniec lat 50. wystawił kilka kolaży obrazujących jego idee dotyczące nowego rodzaju powieści. Awangardowe inklinacje Ballarda niezbyt przystawały do głównego nurtu fantastyki naukowej lat 50., który zajmował stanowisko uważane przez pisarza za filisterskie. Krótkie uczestnictwo w londyńskim Science Fiction Convention w 1957 roku rozczarowało i zniechęciło Ballarda do pisania – przez cały rok nie stworzył żadnego opowiadania.
W 1960 roku Ballard przeniósł się z rodziną do Shepperton pod Londynem. Gdy okazało się, że dojazdy do pracy nie pozostawiają mu czasu na tworzenie, zdecydował się poświęcić się wyłącznie pisarstwu. Jego pierwsza powieść, The Wind from Nowhere nie była w zamierzeniach „poważną powieścią” – napisał ją podczas dwutygodniowego urlopu, aby „zaczepić się” na rynku jako profesjonalny pisarz. Kiedy w styczniu 1962 roku została opublikowana, zrezygnował z pracy redaktorskiej w „Chemistry and Industry” i odtąd utrzymywał siebie i rodzinę z pisania.
Nieco później tego samego roku opublikowana została druga powieść Ballarda, Zatopiony świat (The Drowned World), która ugruntowała jego pozycję jako jednego z ciekawszych twórców związanych z nurtem nowej fali fantastyki naukowej. Zaczęto publikować zbiory jego opowiadań, a Ballard dostarczał ich coraz więcej. Był niezwykle produktywny, a tworzony przezeń materiał coraz bardziej wykraczał poza granice gatunkowe fantastyki naukowej, na przykład w opowiadaniu The Terminal Beach.
Gdy w 1964 roku zmarła na zapalenie płuc żona Ballarda, Mary, na jego barkach spoczęło wychowanie trojga dzieci. Wątki dotyczące tego wydarzenia zawiera powieść autobiograficzna The Kindness of Women. Po tym głębokim szoku Ballard zaczyna w 1965 roku tworzyć opowiadania, z których powstanie później zbiór The Atrocity Exhibition, jednocześnie wciąż pisząc opowiadania z gatunku fantastyki naukowej.
Wydana w 1969 powieść The Atrocity Exhibition wzbudziła spore kontrowersje – oskarżono ją o obsceniczność i jej amerykański wydawca, Doubleday, musiał zniszczyć prawie cały nakład zanim w ogóle doszło do dystrybucji. Jednocześnie było to przełomowe dzieło w karierze literackiej Ballarda. Zekranizowane w 2000 roku przez Jonathana Weissa, stanowi jedno z istotniejszych jego dokonań.
W 1970 roku Ballard zorganizował w galerii New Arts Laboratory wystawę rozbitych samochodów pod tytułem „Crashed Cars” nawiązując do jednego z rozdziałów The Atrocity Exhibition zatytułowanego Crash! (Kraksa!). W obu Ballard próbował analizować seksualny potencjał wiążący się z sytuacją wypadku samochodowego. Ten sam temat znalazł później kulminację w powieści z 1973 roku również zatytułowanej Crash.
Główny bohater powieści Crash nazywa się James Ballard i mieszka w Shepperton – na tym kończą się jednak wątki autobiograficzne w utworze. Zainteresowanie związkami między autorem a jego bohaterem wzrosło, gdy pisarz ucierpiał w wyniku poważnego wypadku samochodowego (czy jak chcą niektórzy „wypadku”), wkrótce po ukończeniu powieści. Niezależnie od swych związków z rzeczywistością, Crash okazała się równie kontrowersyjna jak The Atrocity Exhibition, szczególnie po ukazaniu się w 1996 roku jej wersji filmowej w reżyserii Davida Cronenberga, polskojęzycznym widzom znanej pod tytułem Crash: Niebezpieczne pożądanie.
Imperium słońca – powieść oparta na wspomnieniach wojny w Szanghaju i w obozie dla internowanych ustanowiła pozycję Ballarda w głównym nurcie literatury i została zekranizowana w 1987 roku – w filmie Imperium słońca w reżyserii Stevena Spielberga wystąpił Christian Bale w roli Jima (Ballarda). Sam Ballard pojawił się przelotnie w obrazie, stwierdził później, że widok własnych wspomnień z dzieciństwa odgrywanych i reinterpretowanych przez innych był dziwnym doświadczeniem.
Ostatnią książką Ballarda jest Królestwo nadchodzi (Kingdom Come) z 2006 roku.

## Dystopia
Osoby znające tylko autobiograficzną twórczość Ballarda nie będą przygotowane na tematykę najczęściej przezeń poruszaną, najbardziej dla niego charakterystycznym gatunkiem jest dystopia. Najbardziej z tego gatunku ceniona jest powieść Crash, w której samochód stanowi symbol zmechanizowania świata i możliwości zniszczenia samego siebie przy pomocy techniki, jaką posiada człowiek. Bohaterowie powieści ogarnięci są obsesją, wiążą seksualne spełnienie z fizycznością maszyn i wypadkami samochodowymi.
Charakterystyczne dla Ballarda są także obrazy zrujnowanych, bezludnych miast, lub pustyni, gdzie niszczeją bezużyteczne produkty cywilizacji, która już przeminęła. Jak stwierdza Lech Jęczmyk, pustynne krajobrazy są „zewnętrznymi projekcjami stanów psychicznych jego bohaterów, wyrazem spustoszenia duchowego”. Ballard chętnie pokazuje  świat po katastrofie, dogorywający, wyczerpany, gdzie resztki ludzkości prowadzą beznadziejną, skazaną na klęskę egzystencję. Szczególnie ceniony przez zwolenników twórczości Ballarda jest jego zbiór opowiadań pt. Vermilion Sands, którego akcja osadzona jest w miejscowości o tej nazwie położonej w samym środku pustyni i zamieszkanej przez zapomniane gwiazdki, szalonych spadkobierców, ekscentrycznych artystów, kupców oraz opiekującą się nimi dziwaczną służbę. W każdym opowiadaniu występuje jakiś szczególnie wymyślny wynalazek techniczny, np. piszące wiersze komputery, storczyki obdarzone głosami oraz ego diw operowych, czy też fototropiczne samomalujące się płótno. Współgrając z głównymi tematami Ballarda, obecność tych nieco jarmarcznych dziwacznych wynalazków służy do wydobycia na światło dzienne ukrytych mrocznych żądz, jakie drążą ludzkich wyrzutków zamieszkujących Vermillion Sands oraz snutych przez nich intryg, co daje często efekt groteski. We wstępie do Vermilion Sands Ballard stwierdza, że jest to jego ulubiony zbiór opowiadań.
W podobnym stylu zbiór Memories of the Space Age zgłębia różnego rodzaju efekty uboczne amerykańskiego boomu związanego z próbą podboju kosmosu w latach 60. i 70. – oraz głębokie motywacje na początku z nim związane – zarówno na poziomie jednostki, jak i zbiorowości.
Kilka wcześniejszych dzieł Ballarda stanowi scenariusze klęsk żywiołowych, szczególnie cztery powieści tematycznie związane z czterema żywiołami Arystotelesa: The Wind From Nowhere (powietrze), The Drowned World (woda), The Crystal World (ziemia), and The Drought (ogień), przedstawiające cztery różne wersje końca świata. Katastrofizm autora wyraża się także w tekstach ukazujących możliwe konsekwencje przeludnienia Ziemi (Miasto koncentracyjne, Bilenium), nieopanowanej konsumpcji dóbr materialnych napędzanych przez reklamę (Człowiek podświadomy) czy nadmiernej kontroli wykorzystania czasu (Chronopolis). Czas jest zresztą jednym z głównych tematów jego twórczości: powtarzające się motywy to przemijanie kultur i cywilizacji, wymieranie ras, nieuchronne starzenie się Wszechświata.
Obrazowanie fantastycznego świata w twórczości Ballarda zdradza wpływy surrealizmu, zarówno jeśli chodzi o malarstwo, jak i o zainteresowanie, jakim surrealiści darzyli sny, wizje i odmienne stany świadomości, jako świadectwo obsesji, podświadomych lęków i frustracji. Wspólne dla Ballarda i surrealistów jest też zainteresowanie psychoanalizą.

## Twórczość

### Powieści
- The Wind From Nowhere (1961)
- Zatopiony świat (The Drowned World 1962)
- The Burning World (1964, w 1965 wydana w poszerzonej wersji jako The Drought)
- The Crystal World (1966)
- The Atrocity Exhibition (1969, w 1972 wydana w USA pod tytułem Love and Napalm: Export USA)
- Kraksa (Crash 1973)
- Wyspa(inne języki) (Concrete Island 1974)
- Wieżowiec (High Rise 1975)
- Fabryka bezkresnych snów(inne języki) (The Unlimited Dream Company 1979)
- Chronopolis (1979)
- Witaj, Ameryko (Hello America (1981)
- Imperium słońca (Empire of the Sun 1984)
- The Day of Creation (1987)
- Running Wild (1988)
- Delikatność kobiet (The Kindness of Women 1991, ciąg dalszy Imperium słońca)
- W pośpiechu do raju (Rushing to Paradise (1994)
- Kokainowe noce (Cocaine Nights (1996)
- Super-Cannes(inne języki) (2000)
- Ludzie millenium (Millennium People 2003)
- Królestwo nadchodzi (Kingdom Come 2006)

### Zbiory opowiadań
- The Voices of Time and Other Stories (1962)
- Billenium (1962)
- Passport to Eternity (1963)
- The Four-Dimensional Nightmare (1963)
- The Terminal Beach (1964)
- The Impossible Man (1966)
- The Venus Hunters (1967)
- The Overloaded Man (1967)
- The Disaster Area (1967)
- The Day of Forever (1967)
- Vermilion Sands (1971)
- Chronopolis and Other Stories (1971)
- Low-Flying Aircraft and Other Stories (1976)
- The Best of J.G. Ballard (1977)
- The Best Short Stories of J.G. Ballard (1978)
- Myths of the Near Future (1982)
- The Voices of Time (1985)
- Memories of the Space Age (1988)
- War Fever (1990)
- The Complete Short Stories of J.G. Ballard (2001)

### Inne
- A User’s Guide to the Millennium: Essays and Reviews (1996)

### Polskie wydania twórczości Ballarda
- Wyspa(inne języki), Warszawa 1982, Wydawnictwo Czytelnik, tłum. Lech Jęczmyk, II wyd. Katowice 2007, Książnica
- Ogród czasu – wybór opowiadań, tłum. Lech Jęczmyk, Zofia Uhrynowska-Hanasz, Wydawnictwo Literackie Kraków 1983; Wyd. vis-à-vis/ Etiuda, Kraków 2009.
- Imperium słońca, Warszawa 1990, Wydawnictwo Czytelnik, tłum. Lech Jęczmyk, II wyd. Książnica, Katowice 2006.
- Kraksa, Warszawa 1996, Amber, tłum. Jacek Manicki
- Delikatność kobiet, Warszawa 1996, Alfa-Wero, tłum. Bogumiła Nawrot
- W pośpiechu do raju, Warszawa 1996, Amber, tłum. Bożenna Stokłosa, II wyd. Katowice 2006, Książnica
- Witaj Ameryko, Warszawa 1996, Amber, tłum. Piotr W. Cholewa
- Kokainowe noce, Warszawa 1997, Amber, tłum. Grażyna Jagielska, II wyd. Katowice 2006, Książnica, ISBN 978-83-7132-875-6
- Zatopiony świat, Pruszków 1998, Rachocki i S-ka, tłum. Maciej Świerkocki, ISBN 83-86379-26-X
- Wieżowiec, Pruszków 2000, Rachocki i S-ka, tłum. Lech Jęczmyk, ISBN 83-86379-35-9, II wyd. Katowice 2006, Książnica
- Fabryka bezkresnych snów, Pruszków 2001, Rachocki i S-ka, tłum. Maciej Świerkocki, ISBN 83-86379-54-5
- Ludzie millenium, Warszawa 2004, Amber, tłum. Radosław Januszewski, ISBN 83-241-1526-9
- Królestwo nadchodzi, Wrocław 2007, Wydawnictwo Dolnośląskie, tłum. Piotr Grzegorzewski, ISBN 978-83-7384-626-5
- Rzeźbiarze chmur, Kraków 2010, vis-à-vis/Etiuda, tłum. Bohdan Drozdowski, Lech Jęczmyk, Robert Stiller